# 赵城北街经幢
赵城北街经幢，位于山西省临汾市洪洞县赵城镇赵城镇北街西北部赵喜娃院内，为八角二级石刻经幢，通高7米，方形须弥座，占地面积四平方米，建于金天会五年（1127）。1985年，赵城北街经幢公布为洪洞县文物保护单位。